# Junker Lake
Junker Lake är en sjö i Kanada.   Den ligger i provinsen British Columbia, i den sydvästra delen av landet, 3 700 km väster om huvudstaden Ottawa. Junker Lake ligger 1 111 meter över havet. Arean är 2,5 kvadratkilometer. Den sträcker sig 2,0 kilometer i nord-sydlig riktning, och 3,1 kilometer i öst-västlig riktning.